# 雷希贝格豪森
雷希贝格豪森是德国巴登-符腾堡州的一个市镇。总面积6.40平方公里，总人口5374人，其中男性2589人，女性2785人（2011年12月31日），人口密度840人/平方公里。